# 9-크라운-3
9-크라운-3(영어: 9-Crown-3)는 IUPAC 이름은 '1,4,7-트라이옥사사이클로노네인(영어: 1,4,7-trioxacyclononane)'인 화합물이다. 1,4,7-트라이옥소네인(1,4,7-trioxonane)이라고도 한다. 산화 에틸렌의 순환 삼합체(trimer)이다. 

## 같이 보기
- 1,4-다이옥세인